# Цюцюра-Мандзевата Надія Григорівна
Надія Григорівна Цюцюра-Мандзевата (26 січня 1916, м. Нью-Йорк — 10 травня 2000, м.Коломия Івано-Франківської обл.) — український хормейстер, педагог, диригент Сибірської капели бандуристів репресованих, Заслужений працівник освіти України.

## Життєпис
Навчалася в українському інституті дівчат у Перемишлі, а в 1937–1939 у Львівському університеті на гуманітарному відділі. Одночасно брала уроки диригування у проф. Філарета Колесси. Війна перервала навчання. 1939 року вийшла заміж за Ярослава Цюцюру (1911 р.нар. в Кобаках Кутського р-ну), який вчився в університеті, а згодом закінчив Торговельний інститут. В час навчання керувала хорами в школах та церквах. В 1939 — вчителька української та німецької мови в с. Кобаки і Рибно (Кутського р-ну), с. Ждиня і с. Гладишів Горлицького повіту. Далі переїхала з чоловіком до Львова, де п. Ярослав працював бухгалтером в «Маслосоюзі», а Надія — в бібліотеці Львівського університету.
27 квітня 1950 репресовані і вивезені в Сибір. Надія диригувала хором і капелою бандуристів із репресованих в селищі Торба Зирянського р-ну Томської області, яку створили брати Богдан та Роман Жеплинські. При капелі бандуристів і хорі став працювати і танцювальний гурток, яким керував чоловік Надії Ярослав. Самодіяльність каторжан користувалася великою популярністю, а в 1954 Торбинська капела бандуристів і танцювальний колектив каторжан брали участь в обласному огляді художньої самодіяльності в м. Томську. Надія і Ярослав Цюцюра були звільнені із спецпоселення в Томській обл. 26 грудня 1956 і літом 1957 повернулись в Україну.
Надія Цюцюра працювала музичним керівником в дитячому садочку і вела хори та гуртки художньої самодіяльності в школах м. Коломия Івано-Франківської обл. Створила чудовий хор хлопчиків в м. Коломия при школі № 2, який успішно виступав на різних оглядах, а також по телебаченню у м. Чернівці та в м. Львів. Також організувала і керувала вокальним ансамблем при Коломийському профтехучилищі. Надія Григорівна Цюцюра була прекрасним хормейстером і диригентом, ерудованим спеціалістом, інтелігентною доброзичливою людиною. Коли в умовах репресій в Сибіру загинула репресована мати чотирьох неповнолітніх дітей, Надія і Ярослав усиновили наймолодшу донечку, чудово виховали її, дали вищу медичну освіту. Надія Григорівна Цюцюра і Ярослав Вікторович Цюцюра на підставі ст. 3 Закону УРСР від 17 квітня 1991 «Про реабілітацію жертв політичних репресій на Україні» були реабілітовані, але конфіскованого майна і моральних збитків їм не повернуто.